# Rhetus laonome
Rhetus laonome är en fjärilsart som beskrevs av Morisse 1837. Rhetus laonome ingår i släktet Rhetus och familjen Riodinidae. Inga underarter finns listade.